# Kartesiskt koordinatsystem

Tvådimensionellt kartesiskt koordinatsystem med numrerade kvadranter

Högerorienterat koordinatsystem

Ett kartesiskt koordinatsystem, är ett koordinatsystem som i planet består av en x-axel (horisontell) och en y-axel (vertikal) som skär varandra i rät vinkel. Skärningspunkten kallas origo. För att få en tredimensionell representation läggs en z-axel vinkelrätt mot xy-planet på ett sådant sätt att systemet blir högerorienterat. Det brukar avbildas så att xy-planet är vågrätt och z-axeln är vertikal.
Genom gradering av axlarna med en enhetslängd definieras ett rutnät. Koordinaterna för en viss punkt är tal som anger avståndet från origo till punktens vinkelräta projektion på respektive axel. I det tvådimensionella fallet anges först x-koordinaten och sedan y-koordinaten. I bilden till höger har punkten koordinaterna (3, 5).
Pilarna längst ut på de ritade axlarna indikerar att axlarna har oändlig utsträckning. 
Det kartesiska koordinatsystemet ger vanligen, till skillnad från till exempel det polära, enklare uttryck vid derivering med avseende på tiden. Å andra sidan kan de kartesiska koordinaterna ge onödigt många termer/faktorer vid arbete med objekt med en viss geometri, som till exempel sfärer eller cylindrar.
En annan fördel med kartesiska koordinatsystem är att de är lätthanterliga även när antalet dimensioner växer. Vid utökning av ett system till att omfatta en ytterligare dimension läggs bara en extra koordinataxel till, som är vinkelrät mot de övriga. 
Det kartesiska koordinatsystemet har fått sitt namn efter den franske filosofen och matematikern René Descartes, vars namn latiniseras Renatus Cartesius.

## Avstånd
I ett tvådimensionellt kartesiskt koordinatsystem kan avståndet d mellan två punkter {\displaystyle (a_{1},a_{2})} och {\displaystyle (b_{1},b_{2})} fås genom avståndsformeln
{\displaystyle d={\sqrt {(a_{1}-b_{1})^{2}+(a_{2}-b_{2})^{2}}}\,}
Detta kan ses som en följd av Pythagoras sats och kan generaliseras till flera dimensioner. Med punkterna {\displaystyle (a_{1},a_{2},...,a_{n})} och {\displaystyle (b_{1},b_{2},...,b_{n})} fås avståndet som
{\displaystyle d={\sqrt {\sum _{k=1}^{n}(a_{k}-b_{k})^{2}}}\,}